# Seznam představitelů Dvora Králové nad Labem
Toto je seznam starostů a zastupitelů města Dvůr Králové nad Labem.

## Nejvyšší představitelé Dvora Králové nad Labem

### Nejvyšší představitelé Dvora Králové nad Labem před r. 1850
Od konce 18. století do roku 1850 stál v čele města zkoušený purkmistr. Město řídil magistrát, ve kterém se spojovaly prvky obecní samosprávy a státní správy s dosazovanými úředníky.
| Jméno              | Nástup do úřadu | Opuštění úřadu | Strana | Poznámka |
| ------------------ | --------------- | -------------- | ------ | -------- |
| Hynek Sklenčka     | ???             | ???            |        |          |
| Josef Šindler      | ???             | ???            |        |          |
| Jan Müller         | 1814            | 1832           |        |          |
| František Pistěcký | 1832            | 1838           |        |          |
| Petr Procházka     | 1838            | 1846           |        |          |
| Konrád Věžnický    | 1846            | 1849           |        |          |

### Nejvyšší představitelé Dvora Králové nad Labem 1850–1945
V období let 1850–1945 stál v čele města volený starosta.
| Č.  |  | Jméno             | Nástup do úřadu | Opuštění úřadu | Strana                       | Poznámka |
| --- |  | ----------------- | --------------- | -------------- | ---------------------------- | -------- |
| 1.  |  | Bedřich Tinus     | 1849            | 1860           |                              |          |
| 2.  |  | Josef Röhrich st. | 1860            | 1863           |                              |          |
| 3.  |  | Albín Prokop      | 1864            | 1866           |                              |          |
| 4.  |  | Bedřich Tinus     | 1866            | ???            |                              |          |
| 5.  |  | Alois Bürgel      | ???             | ???            |                              |          |
| 6.  |  | Vilem Röhrich     | ???             | ???            |                              |          |
| 7.  |  | Josef Veverka     | ???             | 1882           |                              |          |
| 8.  |  | František Šíp     | 1882            | 1886           |                              |          |
| 9.  |  | Emanuel Ducke     | 1886            | 1887           |                              |          |
| 10. |  | Josef Moravec     | 1887            | 1891           | Národní strana svobodomyslná |          |
| 11. |  | Josef Klugar      | 1891            | 1899           |                              |          |
| 12. |  | Stanislav Finger  | 1899            | ???            |                              |          |

### Nejvyšší představitelé Dvora Králové nad Labem 1945–1990
V období let 1945–1990 stál v čele města předseda národního výboru (MNV, později MěNV).

### Nejvyšší představitelé Dvora Králové nad Labem od r. 1990
Roku 1990 došlo k obnově obecní samosprávy. V čele městě stojí starosta.
| Č. |  | Jméno              | Nástup do úřadu    | Opuštění úřadu     | Strana    | Poznámka |
| -- |  | ------------------ | ------------------ | ------------------ | --------- | --- |
| 1. |  | Radomil Kačerovský | 11. prosinec 1990  | 10. března 1993    | OF/ODS    | 10. března se po určitých neshodách rozhodl odstoupit dosavadní starosta – Ing. Radomil Kačerovský. Aby byla zajištěna kontinuita chodu města, svou funkci vykonával do 31. března 1993 |
| 2. |  | Milan Moravec      | 31. března 1993    | 27. listopad 1998  | ODA       | |
| 3. |  | Viktor Švub        | 27. listopad 1998  | 12. listopadu 2002 | ODS       | |
| 4. |  | Jiří Rain          | 12. listopadu 2002 | 2. listopadu 2006  | nestraník | kandidující za " Dvoráci " - SNK |
| 5. |  | Daniel Lukeš       | 2. listopadu 2006  | 11. září 2008      | ODS       | od 11. do 25. září 2008 město dočasně řídil místostarosta Pavel Kraus |
| 6. |  | Edita Vaňková      | 25. září 2008      | 6. listopadu 2014  | ČSSD      | |
| 7. |  | Jan Jarolím        | 6. listopadu 2014  |                    | ANO       | |

## Zastupitelé Dvora Králové nad Labem

### Volební období 2014–2018
| Pořadí |                 | Kandidát            | Kandidát   | Věk | Navrh. strana | Polit. přísl. | Hlasy |
| Pořadí | Příjmení, jméno | Tituly              |            | Věk | Navrh. strana | Polit. přísl. | Hlasy |
| ------ | --------------- | ------------------- | ---------- | --- | ------------- | ------------- | ----- |
| 1.     |                 | Jarolím Jan         | Ing.       | 40  | ANO 2011      | nestraník     | 1 786 |
| 2.     |                 | Kříž Jan            | Ing.       | 36  | ANO 2011      | nestraník     | 1 524 |
| 3.     |                 | Špačková Jana       | Mgr.       | 30  | ANO 2011      | nestraník     | 1 496 |
| 4.     |                 | Jiřičková Alexandra | Mgr.       | 41  | ANO 2011      | nestraník     | 1 470 |
| 5.     |                 | Jarkovská Marie     | Bc.        | 34  | ANO 2011      | nestraník     | 1 449 |
| 6.     |                 | Metelka Jan         |            | 34  | ANO 2011      | nestraník     | 1 356 |
| 7.     |                 | Štípek Jan          |            | 37  | ANO 2011      | nestraník     | 1 319 |
| 8.     |                 | Kubica Dušan        | Mgr.       | 40  | ČSSD          | nestraník     | 1 309 |
| 9.     |                 | Vaňková Edita       | Mgr.       | 55  | ČSSD          | ČSSD          | 1 220 |
| 10.    |                 | Rapáč Jaroslav      | MVDr.      | 64  | ČSSD          | nestraník     | 1 047 |
| 11.    |                 | Krýza Luděk         |            | 48  | ČSSD          | nestraník     | 983   |
| 12.    |                 | Staníková Marta     | Mgr.       | 44  | ČSSD          | nestraník     | 964   |
| 13.    |                 | Kraus Pavel         |            | 62  | VPM           | nestraník     | 880   |
| 14.    |                 | Bém Jan             |            | 58  | ODS           | ODS           | 819   |
| 15.    |                 | Vojtěch Petr        | Mgr.       | 47  | ODS           | ODS           | 758   |
| 16.    |                 | Sedláček Dušan      | Ing.       | 40  | SZ            | SZ            | 748   |
| 17.    |                 | Kudrnovský Emil     | Mgr. Ph.D. | 38  | TOP 09        | TOP 09        | 692   |
| 18.    |                 | Petráček Antonín    | MUDr.      | 46  | Šance         | nestraník     | 685   |
| 19.    |                 | Kiriakovský Nasik   |            | 51  | VČ            | nestraník     | 681   |
| 20.    |                 | Seneta Libor        | MUDr.      | 42  | TOP 09        | TOP 09        | 666   |
| 21.    |                 | Kratěna Jaroslav    |            | 67  | PATRIOTI      | nestraník     | 530   |

### Volební období 2010–2014
| Pořadí |                 | Kandidát           | Kandidát   | Věk | Navrh. strana | Polit. přísl. | Hlasy |
| Pořadí | Příjmení, jméno | Tituly             |            | Věk | Navrh. strana | Polit. přísl. | Hlasy |
| ------ | --------------- | ------------------ | ---------- | --- | ------------- | ------------- | ----- |
| 1.     |                 | Vaňková Edita      | Mgr.       | 51  | ČSSD          | ČSSD          | 2 247 |
| 2.     |                 | Kraus Pavel        |            | 58  | VPM           | nestraník     | 1 771 |
| 3.     |                 | Rapáč Jaroslav     | MVDr.      | 60  | ČSSD          | nestraník     | 1 673 |
| 4.     |                 | Bém Jan            |            | 54  | ODS           | ODS           | 1 672 |
| 5.     |                 | Kubica Dušan       | Mgr.       | 36  | ČSSD          | nestraník     | 1 657 |
| 6.     |                 | Vojtěch Petr       | Mgr.       | 43  | ODS           | ODS           | 1 599 |
| 7.     |                 | Krýza Luděk        |            | 48  | ČSSD          | nestraník     | 1 557 |
| 8.     |                 | Hroneš Petr        | MUDr.      | 51  | ODS           | ODS           | 1 515 |
| 9.     |                 | Krejcar Petr       |            | 39  | ČSSD          | ČSSD          | 1 379 |
| 10.    |                 | Kříž Miroslav      |            | 29  | ČSSD          | ČSSD          | 1 302 |
| 11.    |                 | Rýznar Zdeněk      | MUDr.      | 50  | ODS           | ODS           | 1 188 |
| 12.    |                 | Šrámek Jakub       | Ing.       | 26  | ODS           | ODS           | 1 148 |
| 13.    |                 | Čermáková Zuzana   |            | 54  | VPM           | nestraník     | 1 112 |
| 14.    |                 | Sacher Michal      | Ing.       | 42  | VPM           | nestraník     | 1 107 |
| 15.    |                 | Kudrnovský Emil    | Mgr. Ph.D. | 34  | TOP 09        | TOP 09        | 971   |
| 16.    |                 | Černá Ivana        | Mgr.       | 55  | SNK ED        | nestraník     | 946   |
| 17.    |                 | Vodochodský Václav |            | 57  | SNK ED        | nestraník     | 909   |
| 18.    |                 | Prouza Jan         | MUDr.      | 32  | TOP 09        | nestraník     | 889   |
| 19.    |                 | Seneta Libor       | MUDr.      | 38  | TOP 09        | TOP 09        | 809   |
| 20.    |                 | Hladík Zdeněk      |            | 56  | KSČM          | KSČM          | 611   |
| 21.    |                 | Sedláček Dušan     | Ing.       | 36  | SZ            | SZ            | 578   |

### Volební období 2006–2010
| Pořadí |                 | Portrét                             | Kandidát         | Kandidát | Věk | Navrh. strana | Polit. přísl. | Hlasy | Poznámka                                                                             |
| Pořadí | Příjmení, jméno | Portrét                             | Tituly           |          | Věk | Navrh. strana | Polit. přísl. | Hlasy | Poznámka                                                                             |
| ------ | --------------- | ----------------------------------- | ---------------- | -------- | --- | ------------- | ------------- | ----- | ------------------------------------------------------------------------------------ |
| 1.     |                 |                                     | Hroneš Petr      | MUDr.    | 47  | ODS           | ODS           | 1 992 |                                                                                      |
| 2.     |                 |                                     | Vojtěch Petr     | Mgr.     | 39  | ODS           | ODS           | 1 790 |                                                                                      |
| 3.     |                 |                                     | Kraus Pavel      |          | 54  | VPM           | nestraník     | 1 754 |                                                                                      |
| 4.     |                 |                                     | Bém Jan          |          | 50  | ODS           | ODS           | 1 723 |                                                                                      |
| 5.     |                 |                                     | Mrázek Petr      | Ing.     | 37  | VPM           | nestraník     | 1 698 |                                                                                      |
| 6.     |                 |                                     | Daniel Lukeš     |          | 53  | ODS           | ODS           | 1 611 |                                                                                      |
| 7.     |                 |                                     | Rýznar Zdeněk    | MUDr.    | 46  | ODS           | ODS           | 1 604 |                                                                                      |
| 8.     |                 | Obrázek této osoby není k dispozici | Štěpánek Oldřich | Ing.     | 37  | ODS           | ODS           | 1 579 | v září 2008 vystoupil z ODS a dále působil v zastupitelstvu jako nestraník           |
| 9.     |                 |                                     | Čermáková Zuzana |          | 50  | VPM           | nestraník     | 1 560 |                                                                                      |
| 10.    |                 |                                     | Kastner Miloš    |          | 49  | VPM           | nestraník     | 1 554 |                                                                                      |
| 11.    |                 |                                     | Sacher Michal    | Ing.     | 38  | VPM           | nestraník     | 1 533 |                                                                                      |
| 12.    |                 | Obrázek této osoby není k dispozici | Bartoš Ivan      | Bc.      | 42  | ODS           | ODS           | 1 476 | v září 2008 vystoupil z ODS a dále působil v zastupitelstvu jako nestraník           |
| 13.    |                 | Obrázek této osoby není k dispozici | Lubina Ladislav  | Ing.     | 64  | ČSSD          | ČSSD          | 1 164 | v září 2008 se vzdal mandátu a místo něho nastoupil náhradník Vasil Biben            |
| 14.    |                 |                                     | Rapáč Jaroslav   | MVDr.    | 56  | ČSSD          | nestraník     | 1 156 |                                                                                      |
| 15.    |                 |                                     | Vaňková Edita    | Mgr.     | 47  | ČSSD          | nestraník     | 1 155 |                                                                                      |
| 16.    |                 |                                     | Černá Ivana      | Mgr.     | 51  | SNK ED        | nestraník     | 1 101 |                                                                                      |
| 17.    |                 |                                     | Chaloupka Roman  | Mgr.     | 45  | SNK ED        | nestraník     | 1 035 |                                                                                      |
| 18.    |                 |                                     | Rain Jiří        | Ing.     | 43  | SNK ED        | nestraník     | 1 011 |                                                                                      |
| 19.    |                 |                                     | Sedláček Dušan   | Ing.     | 32  | SZ            | SZ            | 816   |                                                                                      |
| 20.    |                 |                                     | Antonín Martin   |          | 39  | SZ            | nestraník     | 775   |                                                                                      |
| 21.    |                 |                                     | Hladík Zdeněk    |          | 52  | KSČM          | KSČM          | 587   |                                                                                      |
|        |                 |                                     |                  |          |     |               |               |       |                                                                                      |
| *      |                 |                                     | Biben Vasil      | Mgr.     | 62  | ČSSD          | ČSSD          | 1 130 | v září 2008 nastoupil na místo svého kolegy Ladislava Lubiny, který se vzdal mandátu |

### Volební období 2002–2006
| Pořadí |                 | Portrét                             | Kandidát           | Kandidát | Věk | Navrh. strana | Polit. přísl. | Hlasy |
| Pořadí | Příjmení, jméno | Portrét                             | Tituly             |          | Věk | Navrh. strana | Polit. přísl. | Hlasy |
| ------ | --------------- | ----------------------------------- | ------------------ | -------- | --- | ------------- | ------------- | ----- |
| 1.     |                 |                                     | Chaloupka Roman    | Mgr.     | 41  | SNK - Dvoráci | nestraník     | 2 527 |
| 2.     |                 |                                     | Rain Jiří          | Ing.     | 39  | SNK - Dvoráci | nestraník     | 2 428 |
| 3.     |                 | Obrázek této osoby není k dispozici | Deml Tomáš         | MUDr.    | 34  | SNK - Dvoráci | nestraník     | 2 152 |
| 4.     |                 |                                     | Vaňková Edita      | Mgr.     | 43  | SNK - Dvoráci | nestraník     | 1 902 |
| 5.     |                 |                                     | Mrázek Petr        | Ing.     | 33  | SNK - Dvoráci | nestraník     | 1 865 |
| 6.     |                 |                                     | Tschiedel Pavel    | Ing.     | 52  | SNK - Dvoráci | nestraník     | 1 760 |
| 7.     |                 |                                     | Bém Jan            |          | 46  | ODS           | ODS           | 1 729 |
| 8.     |                 |                                     | Zbyněk Reil        | Ing.     | 39  | SNK - Dvoráci | nestraník     | 1 718 |
| 9.     |                 |                                     | Hroneš Petr        | MUDr.    | 43  | ODS           | ODS           | 1 704 |
| 10.    |                 | Obrázek této osoby není k dispozici | Kmínek Zdeněk      |          | 45  | SNK - Dvoráci | nestraník     | 1 670 |
| 11.    |                 |                                     | Vojtěch Petr       | Mgr.     | 35  | ODS           | ODS           | 1 618 |
| 12.    |                 |                                     | Kraus Pavel        |          | 50  | ODS           | nestraník     | 1 509 |
| 13.    |                 | Obrázek této osoby není k dispozici | Kratěna Jaroslav   |          | 55  | ODS           | nestraník     | 1 403 |
| 14.    |                 | Obrázek této osoby není k dispozici | Lubina Ladislav    | Ing.     | 60  | ČSSD          | ČSSD          | 1 357 |
| 15.    |                 |                                     | Biben Vasil        | Mgr.     | 58  | ČSSD          | ČSSD          | 1 244 |
| 16.    |                 |                                     | Rapáč Jaroslav     | MVDr.    | 52  | ČSSD          | nestraník     | 1 190 |
| 17.    |                 |                                     | Vodochodský Václav |          | 49  | VPM           | nestraník     | 1 088 |
| 18.    |                 |                                     | Hlavatý Ivan       |          | 64  | VPM           | nestraník     | 943   |
| 19.    |                 | Obrázek této osoby není k dispozici | Horáček Dalibor    | Ing.     | 36  | NEZ           | nestraník     | 820   |
| 20.    |                 | Obrázek této osoby není k dispozici | Pojezdný Josef     | JUDr.    | 43  | KDU-ČSL       | nestraník     | 715   |
| 21.    |                 |                                     | Hladík Zdeněk      |          | 48  | KSČM          | KSČM          | 576   |

### Volební období 1998–2002
| Pořadí |                 | Portrét                             | Kandidát           | Kandidát  | Věk | Navrh. strana | Polit. přísl. | Hlasy | Poznámka |  |
| Pořadí | Příjmení, jméno | Portrét                             | Tituly             |           | Věk | Navrh. strana | Polit. přísl. | Hlasy | Poznámka |  |
| ------ | --------------- | ----------------------------------- | ------------------ | --------- | --- | ------------- | ------------- | ----- | --- |  |
| 1.     |                 |                                     | Hroneš Petr        | MUDr.     | 39  | ODS           | ODS           | 2 284 | |  |
| 2.     |                 | Obrázek této osoby není k dispozici | Lubina Ladislav    | Ing.      | 56  | ČSSD          | ČSSD          | 1 877 | |  |
| 3.     |                 | Obrázek této osoby není k dispozici | Hrabyová Věra      | MUDr.     | 38  | ODS           | nestraník     | 1 764 | |  |
| 4.     |                 |                                     | Holečková Dana     | RNDr.     | 40  | VPM           | nestraník     | 1 757 | |  |
| 5.     |                 | Obrázek této osoby není k dispozici | Novotný Jaroslav   | MUDr.     | 53  | ČSSD          | nestraník     | 1 751 | |  |
| 6.     |                 |                                     | Rapáč Jaroslav     | MVDr.     | 48  | ČSSD          | nestraník     | 1 657 | |  |
| 7.     |                 |                                     | Biben Vasil        | Mgr.      | 54  | ČSSD          | ČSSD          | 1 644 | |  |
| 8.     |                 |                                     | Bém Jan            |           | 42  | ODS           | nestraník     | 1 638 | |  |
| 9.     |                 | Obrázek této osoby není k dispozici | Hrabý Gustav       | MUDr.     | 38  | ODS           | nestraník     | 1 613 | po svém zvolení na funkci zastupitele rezignoval                                                               |  |
| 10.    |                 | Obrázek této osoby není k dispozici | Tauchmanová Renáta | Mgr.      | 52  | ODS           | ODS           | 1 499 | |  |
| 11.    |                 |                                     | Chaloupka Roman    | Mgr.      | 37  | NEZ           | nestraník     | 1 399 | |  |
| 12.    |                 |                                     | Janák Petr         | Ign. CSc. | 52  | NEZ           | nestraník     | 1 077 | |  |
| 13.    |                 | Obrázek této osoby není k dispozici | Pojezdný Josef     | JUDr.     | 39  | KDU-ČSL       | nestraník     | 1 017 | |  |
| 14.    |                 | Obrázek této osoby není k dispozici | Kopřivová Ludmila  | Ing.      | 48  | VPM           | nestraník     | 999   | |  |
| 15.    |                 |                                     | Rain Jiří          | Ing.      | 35  | US-DEU        | US-DEU        | 988   | |  |
| 16.    |                 |                                     | Čermáková Zuzana   |           | 42  | VPM           | nestraník     | 975   | po svém zvolení na funkci zastupitelky rezignovala                                                             |  |
| 17.    |                 | Obrázek této osoby není k dispozici | Prouza Jiří        | MUDr.     | 46  | US-DEU        | US-DEU        | 911   | |  |
| 18.    |                 | Obrázek této osoby není k dispozici | Šimek Jaroslav     |           | 46  | KSČM          | nestraník     | 851   | |  |
| 19.    |                 | Obrázek této osoby není k dispozici | Macháček Viktor    | Ing.      | 57  | KSČM          | KSČM          | 805   | |  |
| 20.    |                 | Obrázek této osoby není k dispozici | Zlatník Josef      | Ing.      | 57  | ČSNS          | nestraník     | 635   | |  |
| 21.    |                 |                                     | Tschiedel Pavel    | Ing.      | 48  | KDU-ČSL       | nestraník     | 632   | |  |
|        |                 |                                     |                    |           |     |               |               |       | |  |
| *      |                 |                                     | Švub Viktor        |           | 61  | ODS           | ODS           | 1 015 | stal se zastupitelem po rezignaci pana MUDr. Gustava Hrabýho a rezignaci 1. náhradníka pana MVDr. Ivo Chroboka |  |
| *      |                 | Obrázek této osoby není k dispozici | Machek Jan         |           | 30  | VPM           | VPM           | 839   | stal se zastupitelem po rezignaci paní Zuzany Čermákové a rezignaci 1. náhradníka pana Ing. Štěpána Harwota    |  |

### Volební období 1994–1998
| Pořadí |                 | Portrét                             | Kandidát          | Kandidát  | Věk | Navrh. strana | Polit. přísl. | Hlasy |
| Pořadí | Příjmení, jméno | Portrét                             | Tituly            |           | Věk | Navrh. strana | Polit. přísl. | Hlasy |
| ------ | --------------- | ----------------------------------- | ----------------- | --------- | --- | ------------- | ------------- | ----- |
| 1.     |                 |                                     | Biben Vasil       | Mgr.      | 50  | SD(OH)        | SD(OH)        | 3 727 |
| 2.     |                 |                                     | Hroneš Petr       | MUDr.     | 35  | ODS           | ODS           | 3 540 |
| 3.     |                 | Obrázek této osoby není k dispozici | Novotný Jaroslav  | MUDr.     | 49  | SD(OH)        | nestraník     | 3 024 |
| 4.     |                 | Obrázek této osoby není k dispozici | Moravec Ivan      | Mgr.      | 50  | ODS           | ODS           | 2 924 |
| 5.     |                 | Obrázek této osoby není k dispozici | Bělovská Hana     |           | 38  | SD(OH)        | nestraník     | 2 599 |
| 6.     |                 |                                     | Bém Jan           |           | 38  | ODS           | nestraník     | 2 554 |
| 7.     |                 | Obrázek této osoby není k dispozici | Matouš Libor      | MUDr.     | 39  | SD(OH)        | nestraník     | 2 540 |
| 8.     |                 | Obrázek této osoby není k dispozici | Puš Miroslav      | Mgr.      | 61  | SD(OH)        | SD(OH)        | 2 366 |
| 9.     |                 |                                     | Chaloupka Roman   | Mgr.      | 33  | SD(OH)        | nestraník     | 2 351 |
| 10.    |                 | Obrázek této osoby není k dispozici | Koblížek Jan      |           | 38  | ODS           | nestraník     | 2 103 |
| 11.    |                 |                                     | Janák Petr        | Ign. CSc. | 52  | ODA           | nestraník     | 1 936 |
| 12.    |                 | Obrázek této osoby není k dispozici | Moravec Milan     | Ing.      | 60  | ODA           | ODA           | 1 908 |
| 13.    |                 | Obrázek této osoby není k dispozici | Nosková Eva       |           | 58  | ODA           | nestraník     | 1 836 |
| 14.    |                 | Obrázek této osoby není k dispozici | Lubina Ladislav   | Ing.      | 52  | ČSSD          | nstraník      | 1 738 |
| 15.    |                 | Obrázek této osoby není k dispozici | Polák Stanislav   | MUDr.     | 30  | ODA           | nestraník     | 1 695 |
| 16.    |                 | Obrázek této osoby není k dispozici | Jára Marta        |           | 53  | LSNS          | nestraník     | 1 558 |
| 17.    |                 |                                     | Huml Ondřej       | RNDr.     | 41  | ODS           | ODS           | 1 516 |
| 18.    |                 | Obrázek této osoby není k dispozici | Macháček Viktor   | Ing.      | 53  | KSČM          | KSČM          | 1 181 |
| 19.    |                 | Obrázek této osoby není k dispozici | Bělohoubek Václav | RSDr.     | 65  | KSČM          | nestraník     | 1 153 |
| 20.    |                 | Obrázek této osoby není k dispozici | Tykal Miloslav    |           | 50  | LSNS          | LSNS          | 1 056 |
| 21.    |                 | Obrázek této osoby není k dispozici | Hrdina Karel      | Ing.      | 51  | KSČM          | KSČM          | 1 046 |